# Ben y Kate
Ben and Kate es una serie de televisión estadounidense de comedia de situación transmitida en Fox del 25 de septiembre de 2012 al 22 de enero de 2013. Fue producida por 20th Century Fox Television y Chernin Entertainment. La serie fue creada por Dana Fox quien también fue productora ejecutiva junto con Peter Chernin, Katherine Pope y Jake Kasdan.

## Sinopsis
Ben Fox (Nat Faxon) es un hombre soñador, infantil e inmaduro aunque muy adorable, que siempre saca de quicio a su hermana y la mete en millones de líos cada vez que aparece. Kate Fox (Dakota Johnson), todo lo contrario a su hermano Ben: responsable, madura, algo inocente y maniática del orden que dejó la universidad al quedarse embarazada, le pide que le ayude a criar a su hija de seis años, Maddie (Maggie Elisabeth Jones). Tommy (Echo Kellum) es el compañero de batallas de Ben y está enamorado abiertamente de Kate. Por otro lado esta BJ (Lucy Punch), una camarera británica que hará todo lo posible por ayudar a su amiga Kate, aunque sea ilegal.

## Personajes
- Nat Faxon es Ben Fox.
- Dakota Johnson es Kate Fox.
- Lucy Punch es BJ (Beatrice Joan) Harrison.
- Echo Kellum es Tommy.
- Maggie Elisabeth Jones es Maddie Fox.

## Otros personajes
- Geoff Stults es Will, un padre soltero que salió por poco tiempo con Kate. Aunque tienen química, se cansa de sus amigos y familiares excéntricos.
- Rob Corddry es Buddy, el propietario (algo grosero) del bar donde Kate y BJ trabajan, también es el novio de BJ.
- Brittany Snow es Lila, la novia de Tommy.
- Melinda McGraw es Vera, una exitosa empresaria que se siente atraída físicamente por Ben y lo ayuda con su idea "Rail Mall" para que se convierta en un negocio real.
- Lauren Miller es Darcy, la ex de Ben, de quien todavía está enamorado al comienzo de la serie.
- Luka Jones es Lance, un panadero que empieza a salir con Kate, después de que ella rompiera con Will.

## Recepción
En su mayor parte Ben and Kate fue recibida de forma favorable por la crítica, obtuvo un puntaje de 67 sobre 100 en Metacritic, indicando críticas generalmente favorables. Obtuvo un rating de 5.3/10 en TV.com.